# Повоасан (район)
Повоасан (порт. Povoação) — район (фрегезия) в Португалии, входит в округ Азорские острова. Расположен на острове Сан-Мигел. Является составной частью муниципалитета Вила-да-Повуасан. Население составляет 2441 человек на 2001 год. Занимает площадь 26,22 км².